# Āsh-e Reshte

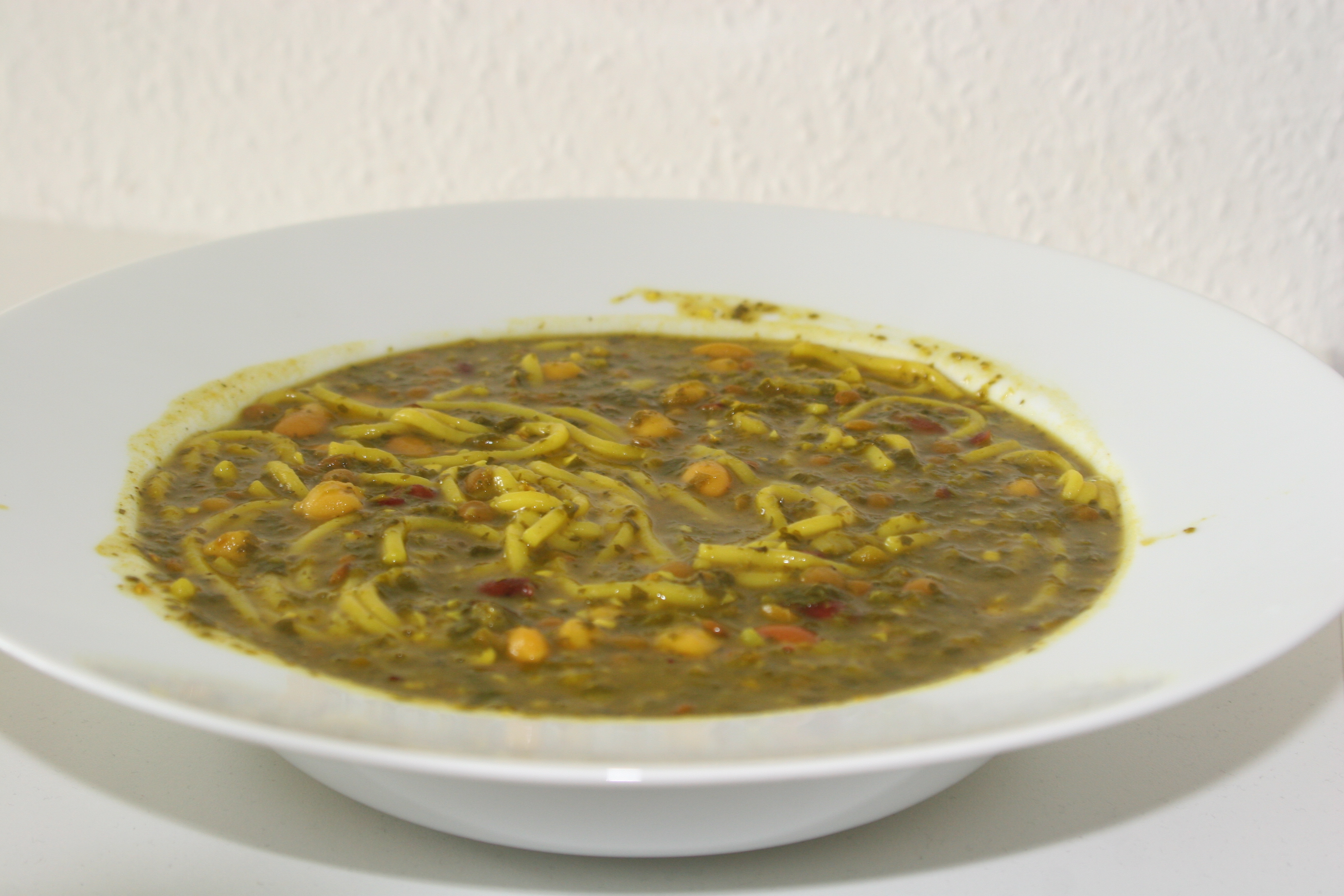
Een bord met Āsh-e Reshte

Āsh-e Reshte (Perzisch:  آش رشته (= noedelsoep)) is een soort Āsh (stevige wintersoep), die voornamelijk bereid wordt in Iran.
De gebruikte ingrediënten zijn reshteh (dunne noedels), kashk (een wei-achtig zuivelproduct), groenten en kruiden zoals peterselie, spinazie, dille, de uiteinden van bosuien en soms ook koriander, kikkererwten, zwarte ogenbonen, linzen, uien, gedroogde munt, knoflook en meel, olie, zout en peper.